# Bitka kod St. George's Cayea
Bitka kod St. George's Cayea je kratki vojni sukob koji je trajao od 3. do 10. rujna 1798. godine, na obali koja danas pripada Belizeu. Naziv bitke obično je rezerviran za konačnu bitku koja se dogodila 10. rujna. Španjolci su i ranije pokušali izbaciti doseljenike 1716., 1724., 1733., 1747., 1751. i 1779. godine. Danas se dan bitke slavi kao državni praznik u Belizeu. 
Područje koje je sada Belize bilo je sporno još od sredine 1750.-ih, za prevlast na tom području borili su se Britanci i Španjolci.
Bitka se odvijala između okupatorske snage iz Meksika, koja je pokušala nametnuti španjolski utjecaj u današnjem Belizeu, i male sile drvosječa zvanih Baymen, koji su se borili uz pomoć crnih robova.
U 13:00 10. rujna 1798. godine Španjolci i Britanci su se postrojili kod otoka St. George's Cayea. Španjolci su upali kroz kanal, a u 13:30 počeo je sukob. Nakon dvosatne borbe Britanci su pobijedili. Bitku je vodio s britanske strane kapetan John Moss. Španjolci su se povlačili do 13. rujna. Nakon bitke stanje u Belize nije se mnogo popravilo, iako je opasnost od španjolskih napada značajno smanjena.